# Ken Iwata Mother and Child Museum
Das Ken Iwata Mother and Child Museum (japanisch 岩田健母と子のミュージアム)  befindet sich im Südwesten der Insel Ōmishima in der japanischen Seto-Inlandsee. Die Insel gehört zum Verwaltungsgebiet der Stadt Imabari der Präfektur Ehime. Das Museum zeigt Werke von Ken Iwata (岩田 健) mit dem Hauptthema „Mutter und Kind“. Die Grundfläche des Museums beträgt 197,29 m². Das Museumsgebäude besteht aus Stahlbeton und wurde von Toyo Itos Architekturbüro 2009 entworfen. Auf der Insel befindet sich auch das Toyo-Ito-Architekturmuseum. Der Bau des Ken Iwata Mother and Child Museums wurde von der Taisei Corporation (大成建設) zwischen Oktober 2010 und November 2011 durchgeführt. Das Museum eröffnete im Sommer 2011. Der Ausstellungsraum ist halb im Freien mit einer Reihe von Bänken, sodass Besucher die Skulpturen in aller Ruhe betrachten können.

## Weitere Museen auf Ōmishima
- Murakami-Santō-Gedenkmuseum
- Ōmishima-Kunstmuseum
- Tokoro Museum Omishima
- Toyo-Ito-Architekturmuseum